# Malillos
Malillos es una localidad española perteneciente al municipio de Pereruela, en la provincia de Zamora, y la comunidad autónoma de Castilla y León.

## Geografía
Su término pertenece a la histórica y tradicional comarca de Sayago. Junto con las localidades de Arcillo, La Cernecina, Las Enillas, Pueblica de Campeán, San Román de los Infantes, Sobradillo de Palomares, Pereruela, Sogo y La Tuda, conforma el municipio de Pereruela.

## Historia
El Teso de Bárate, en la carretera Zamora-Fermoselle, que fue castro romanizado pertenece, en parte, al término de Malillos y, según la tradición, en una supuesta cueva del lugar tenía su cobijo Viriato. Hoy, a pesar de todo, acoge un prosaico depósito de agua. Por otro lado, a pocos metros del nuevo puente de la carretera de Zamora son visibles restos de la antigua calzada romana. 
Ya en la Edad Media, Malillos quedó integrado en el Reino de León, época en que habría sido repoblado por sus monarcas en el contexto de las repoblaciones llevadas a cabo en Sayago, pasando a ser posteriormente una dehesa propiedad de la nobleza, que poseía un antiguo caserón situado junto a la iglesia parroquial de Santa María Magdalena. 
Posteriormente, en la Edad Moderna, Malillos estuvo integrado en el partido de Sayago de la provincia de Zamora, tal y como reflejaba en 1773 Tomás López en Mapa de la Provincia de Zamora.
Perteneció a la cuadrilla de Pereruela, que era una de las cuatro en que se dividía el antiguo partido de Sayago dentro de la jurisdicción de la ciudad de Zamora.
Así, al reestructurarse las provincias y crearse las actuales en 1833, la localidad se mantuvo en la provincia zamorana, dentro de la Región Leonesa, integrándose en 1834 en el partido judicial de Bermillo de Sayago, dependencia que se prolongó hasta 1983, cuando fue suprimido el mismo e integrado en el partido judicial de Zamora.

## Geografía humana

### Demografía
| Gráfica de evolución demográfica de Malillos entre 1842 y 1970 |
| |
| Población de derecho según los censos de población del INE Población de hecho según los censos de población del INEEntre el censo de 1857 y el anterior, crece el término del municipio porque incorpora a 495037 (Cernecina) Entre el censo de 1981 y el anterior, este municipio desaparece porque se integra en el municipio 49152 (Pereruela) |

### Leyenda
Existe una leyenda que relaciona el Teso Bárate y Viriato, según la cual se cuenta que en este paraje existió una cueva desde la que este héroe sayagués salía a atacar a los romanos en sus guerrillas.

## Monumentos
- iglesia parroquial de Santa María Magdalena. Con muestras de añadidos y reparaciones de diversas épocas, muestra una simplicidad exterior no acorde con su valía interna. Guarda un Crucificado gótico del siglo XIV y una Virgen del Rosario del siglo XVI.